# Virgen de Guadalupe Km. 44
Virgen de Guadalupe Km. 44 es un caserío peruano ubicado en el distrito de Chulucanas, perteneciente a la provincia de Morropón del departamento de Piura, al norte del Perú. 

## Ubicación
Virgen de Guadalupe Km. 44 se ubica al noroeste de la provincia de Morropón, en el distrito de Chulucanas, en el departamento de Piura.

## Demografía
En 2017 Virgen de Guadalupe Km. 44 tenía una población de 107 habitantes.